# Rusaki (rejon brzostowicki)
Rusaki (ros. Русаки, Rusaki) – wieś na Białorusi, w obwodzie grodzieńskim, w rejonie brzostowickim, w sielsowiecie Koniuchy.

## Historia
W czasach zaborów w granicach Imperium Rosyjskiego, w guberni grodzieńskiej, w powiecie grodzieńskim.
W latach 1921–1939 ówczesna okolica leżała w Polsce, w województwie białostockim, w powiecie grodzieńskim, w gminie Krynka.
Według Powszechnego Spisu Ludności z 1921 roku zamieszkiwało tu 185 osób, wszystkie były wyznania rzymskokatolickiego i zadeklarowały polską przynależność narodową. Było tu 35 budynków mieszkalnych.
Miejscowość należała do parafii prawosławnej w Jurowlanach i rzymskokatolickiej w m. Usnarz. Podlegała pod Sąd Grodzki w Krynkach i Okręgowy w Grodnie; właściwy urząd pocztowy mieścił się w Krynkach.
W wyniku napaści ZSRR na Polskę we wrześniu 1939 miejscowość znalazła się pod okupacją sowiecką. 2 listopada została włączona do Białoruskiej SRR. 4 grudnia 1939 włączona do nowo utworzonego obwodu białostockiego. Od czerwca 1941 roku pod okupacją niemiecką. 22 lipca 1941 r. włączona w skład okręgu białostockiego III Rzeszy. W 1944 miejscowość została ponownie zajęta przez wojska sowieckie i włączona do obwodu grodzieńskiego Białoruskiej SRR.
Od 1991 w składzie niepodległej Białorusi.